# Nivel X
Nivel X fue un programa televisivo argentino, producido por la ex señal de cable Magic Kids, perteneciente a Pramer, y la productora La Corte. Producido y grabado en Buenos Aires, Argentina, Nivel X comenzó a emitirse en 1997, casi a la par del lanzamiento de la señal. Sus conductores eran Natalia Dim (Natalia Carla Di Muzzio) y Lionel Campoy. 
En el programa se mostraban noticias, novedades, exposiciones, lanzamientos, entrevistas, y trucos en materia de tecnología y videojuegos. Por su parte, El invitado del día era una sección donde una persona que participaba de la sección mostraba cómo jugar a algún juego de arcade elegido por él mismo.
Nivel X  también tenía una sección en la que, llamando por teléfono, o enviando un correo electrónico o una carta, se podía pedir un truco para algún juego de cualquier consola de videojuegos y el "especialista" en esa plataforma respondía el pedido. Contaba también con campeonatos del juego de arcade Daytona USA - de SEGA en un principio, y luego de Scud Race, de la misma compañía. En el mismo, el campeón obtenía la Sega Dreamcast, y el subcampeón una PlayStation y tercero la Sega Genesis. Ya hacia el final del ciclo, los premios consistían en una Nintendo Gamecube, que en aquel entonces era muy popular, para el subcampeón una PlayStation y para el tercero una Sega Genesis "3".
En 2018 Nivel X ha vuelto a ser producido en colaboración con la compañía de telefonía celular Movistar, esta vez como un show en línea cuyos episodios se publican en la plataforma de YouTube por el canal oficial de Movistar para Argentina. El formato del programa es idéntico al del extinto canal de televisión Magic Kids, incluso regresaron los presentadores originales (Lionel y Natalia). La diferencia más notoria es que tiene una duración de 2 minutos siendo mini-episodios.

## Los especialistas
Nivel X contaba con "especialistas" en las distintas consolas de videojuegos (Sega Genesis, Sega Dreamcast, Nintendo 64, Nintendo Gamecube, Playstation One, PlayStation 2, PC, Nintendo GameBoy, y Nintendo GameBoy Advance), que mostraban al espectador los nuevos juegos que salían para cada consola, trucos para esos juegos o recomendaciones de como pasar algún nivel en especial.
- Cristian Kreckler, el especialista de Nintendo.
- Leandro Biondo, el especialista de PlayStation.
- Emilio Gorosito, el especialista de  Sega Genesis y Sega Dreamcast (Cabe destacar que estuvo presente entre 2000 y 2002). Nunca presentó juegos de Sega Saturn. Participó de programas especiales: "Dia de la primavera 2001".
- Daniel Meli, el especialista de  Sega (Cabe destacar, que Juan Manuel Paradiso, trabajó como especialista de Sega Genesis, y luego encarnó a Natalia DIM en Marito Kids y JugandoConNatalia).
- Gastón González, el especialista de PC.

## Fin del programa
Nivel X dejó de emitirse junto con la señal Magic Kids, en el año 2006

## Parodias

### Nivel Xxx
El programa televisivo argentino Peligro: Sin codificar, entre sus muchos sketches, ha lanzado uno parodiando a Nivel X. El programa humorístico parodió el nombre del programa de Magic Kids con un sketch llamado "Nivel xxxx..." (con una infinita cantidad de letras "x"), conducido por el Pibe Play (interpretado por Yayo Guridi) y Wallpaper (interpretado por Walter López). El sketch trata sobre un programa televisivo de videojuegos y novedades tecnológicas.

### Alejo y Valentina
La serie animada Alejo y Valentina, creada por LoCoARTS (propiedad de Alejandro Szykula), en la que un grupo de amigos viven diversas aventuras, parodia en uno de sus episodios, llamado Carlitox, una sección del programa Nivel X, con un personaje jugando a ser uno de los invitados del día y el juego con el cual se hace la parodia es Cara de Coco y Pirín Fighter.

### Marito Kids
El canal de YouTube Marito Kids realizó 30 episodios parodiando la estructura de Nivel X, tomando el nombre del programa, así como también los de los conductores originales, siendo Lionel Campoy y Natalia Dim interpretados por Juan Arnone (Marito Baracus) y Juan Manuel Paradiso (quien participó en el programa original como el especialista en Sega Genesis), respectivamente. El proyecto alcanzó alrededor 18 millones de reproducciones, caracterizándose por tener grandes contenidos de humor negro. Logró una gran aceptación entre el público argentino adolescente entre su comienzo en 2009 hasta su final en 2014, además de dar origen a algunos youtubers de renombre a nivel latinoamericano como JugandoConNatalia (Paradiso) y AlfreditoGames (Thaiel Calzada Guirao), así como convertirse en pioneros de la organización de eventos youtubers en Argentina.
En 2018, Arnone retomó el proyecto para una segunda temporada, financiada mediante crowdfunding. Sin embargo, esta no contaría con la presencia de Paradiso, quien se había distanciado de Marito Kids en 2013 por peleas internas con Arnone y el resto del equipo de producción. Esta segunda temporada fue cancelada debido a un acuerdo legal con los productores del programa original, quienes estaban trabajando en un reboot con Campoy y Dim bajo el patrocinio de Movistar. En un streaming en su canal de YouTube Marito Games, Arnone comentó que los 6 capítulos prometidos durante la campaña de crowdfunding fueron grabados y editados casi en su totalidad, pero que debido a estas razones legales no las puede liberar.

## Homenajes
- Aún después de dejarse de emitirse el programa, se lo recuerda de diferentes formas y en especiales de TV.

### Tecno 23 (CN23)
Tecno 23 es un programa argentino sobre tecnología transmitido por el canal de cable Cultura y Noticias 23 (más conocido como CN23). Este programa realizó una emisión especial donde tuvieron como invitados a los ex-conductores de Nivel X, Natalia Dim y Lionel Campoy.

### Malditos Nerds (Radio Vorterix)
Malditos Nerds, un programa radial de Vorterix Rock, también tuvo un programa especial dedicado a los ex-conductores de Nivel X.

### Alfombra Roja
El programa de entrevistas a personalidades llamado Alfombra Roja realizó una entrevista a Lionel Campoy, donde, además de recordar toda su trayectoria profesional, se le dedicó unos momentos para recordar al programa Nivel X.